# بابا امت
بابا امت (انگلیسی: Baba Amte; ۲۶ دسامبر ۱۹۱۴ – ۹ فوریهٔ ۲۰۰۸) روزنامه‌نگار، و وکیل اهل راج بریتانیا بود.
وی همچنین برندهٔ جوایزی همچون جایزه زیست صحیح و جایزه سازمان ملل متحد در زمینه حقوق بشر شده‌است.